# Kalle Kaijomaa
Kalle Kaijomaa, född 1 juni 1984 i Joensuu, är en finländsk professionell ishockeyspelare som spelar för Esbo Blues i FM-ligan. Den 29 oktober 2012 skrev han på ett ettårs-kontrakt med Växjö Lakers Hockey.

## Klubbar
- Jokipojat, Moderklubb–2001
- JYP, 2001–2004, 2007–2011
- SaiPa, 2004–2005, 2006–2007
- Mikkelin Jukurit, 2005–2006
- SaPKo, 2007 (lån)
- JYP-Akatemia, 2011
- Tappara, 2011–2012
- Växjö Lakers Hockey, 2012–2013
- Esbo Blues, 2013–